# ARM Cortex-A55
ARM Cortex-A55는 ARM 홀딩스의 케임브리지 설계 센터에서 개발한 ARMv8.2-A 64비트 명령어 집합을 구현하는 중앙 처리 장치이다. Cortex-A55는 2-wide 디코드 비순차적 슈퍼스칼라 파이프라인이다.

## 디자인
Cortex-A55는 ARM Cortex-A53의 후속작으로, A53에 비해 성능과 전력 효율성을 개선하도록 설계되었다. ARM은 A55가 A53에 비해 전력 효율이 15% 향상되고 성능이 18% 증가할 것이라고 밝혔다. 메모리 접근 및 분기 예측 또한 A53에 비해 개선되었다.
Cortex-A75 및 Cortex-A55 코어는 ARM의 DynamIQ 기술을 지원하는 첫 번째 제품이다. big.LITTLE의 후속작인 이 기술은 멀티 코어 제품 설계 시 더 유연하고 확장 가능하도록 고안되었다.

## 라이선스
Cortex-A55는 라이선스 사용자에게 SIP 코어로 제공되며, 그 설계로 인해 다른 SIP 코어(예: GPU, 디스플레이 컨트롤러, DSP, 이미지 프로세서 등)와 통합되어 하나의 다이에 시스템 온 칩(SoC)을 구성하기에 적합하다.
ARM은 또한 퀄컴과 협력하여 크라이오 385 CPU 코어에 사용되는 Cortex-A55의 세미 커스텀 버전을 개발했다. 이 세미 커스텀 코어는 일부 퀄컴의 중급 SoC에도 크라이오 360 실버 및 크라이오 460 실버로 사용된다.

## 사용
- Cortex-A55는 인텔 애자일렉스 D-시리즈 SoC FPGA 장치에서 리틀 코어로 사용된다.[7]
- 록칩 RK3566/RK3568, RK3588.
- 암로직 S905X3, S905X4, A113D2, T962X2, T968X2, T962D2.
- 유니SOC SC9863A
- 삼성 엑시노스 850
- 삼성 엑시노스 1280
- 삼성 엑시노스 1330
- 삼성 엑시노스 1380
- 삼성 엑시노스 1480
- 스냅드래곤 7s Gen 2
- JLQ JR510
- NXP i.MX93